# Cabo Rudecindo
Cabo Rudecindo (spanisch, in Argentinien Cabo Molina) ist ein Kap von Liège Island im Palmer-Archipel westlich der Antarktischen Halbinsel. Es liegt südwestlich des Beaumont Hill im mittleren Abschnitt der Westküste der Insel.
Chilenische Wissenschaftler benannten es nach Rudecindo Velásquez Almonacid, Heizer auf der Yelcho bei der 1916 durchgeführten Rettung der auf Elephant Island gestrandeten Teilnehmer der Endurance-Expedition (1914–1917) des britischen Polarforschers Ernest Shackleton. Der Hintergrund der argentinischen Benennung ist nicht überliefert.